# Mercedes-Benz Concept X-Class
 (juillet 2025).
Le Mercedes-Benz Concept X-Class est un concept car créé en 2016 par le constructeur automobile Mercedes-Benz.

## Historique
Deux versions du concept-car ont été présentées en 2016 dans les salons automobiles avant la sortie officielle du modèle de série. Leurs toute première présentation a été à Stockholm le 25 octobre 2016.
- Stylish Explorer : pick-up urbain.
- Powerful Adventurer : pick-up tout-terrain.

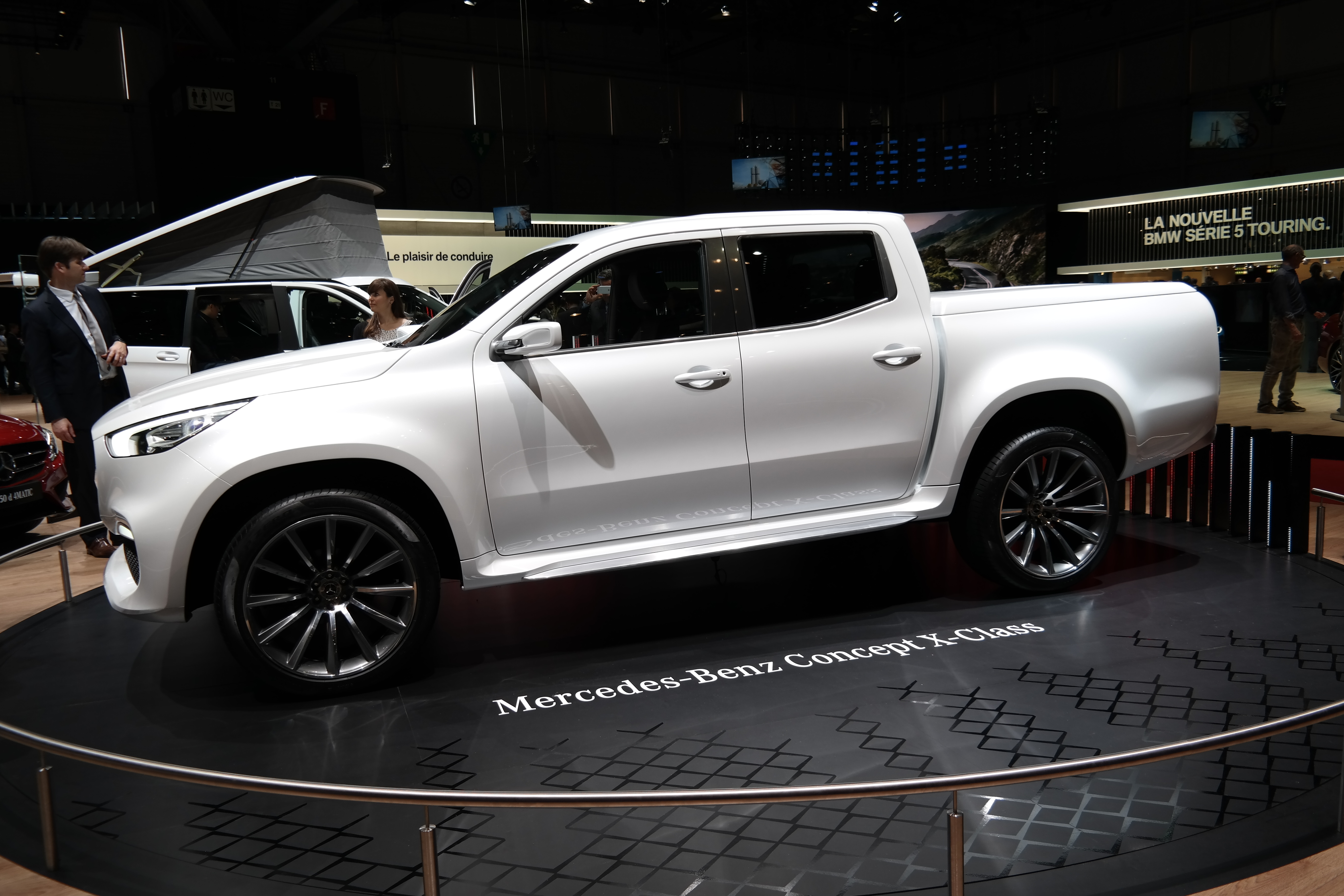
Stylish Explorer